# アボンダンス (チーズ)
アボンダンス（フランス語: Abondance）は、フランスのサヴォワ地方、オート＝サヴォワ県で生産される、牛乳を原料としたチーズ。ハードタイプに分類される。年間2,400トンの生産量があるという。同じ地方で生産されるボーフォールとの類似が指摘されるが、大きさはアボンダンスの方が小さめ。
名称のアボンダンスは「豊富」「多量」「豊穣」といった意味を持つと同時に生産地のひとつの地名アボンダンスをもさす。初めの頃はアボンダンス種の牛の乳を使用して生産されていた。起源は14世紀で、聖アウグスチノ修道会に属していたアボンダンス修道院 (fr:Abbaye d'Abondance)
 
において、修道士により生産が開始された。アヴィニョン教皇庁でクレメンス7世を対立教皇としてたてるための会議上でこのチーズが話題になり、世間に知られることになった。1990年のAOC認定では牛の品種はアボンダンス種のほか、モンベリアルド種、タリーヌ種もリストされている。
「フルーティーな甘みとヘーゼルナッツの風味」が渾然一体となった奥の深い味を持ち、軽めのワインと合わせるのがよいとされる。カットしてそのまま食すだけでも良い。